# Antonio Pérez Crespo
Antonio Pérez Crespo (Murcia, 16 de junio de 1929-ibidem,17 de marzo de 2012) fue un escritor y político español. Fue el primer presidente del Consejo Regional de Murcia, órgano preautonómico de la Región de Murcia. También fue diputado por la Unión de Centro Democrático en las elecciones de 1977 y senador en las de 1979.

## Biografía
Realizó estudios secundarios en el Instituto Alfonso X de Murcia y al finalizarlos estudió Magisterio en la Escuela normal y posteriormente realizó estudios de Derecho en la Universidad de Murcia. 
Entre los años 1961 y 1971 fue el presidente de la Junta del Puerto de Cartagena y también vocal del Sindicato Nacional de la Marina Mercante, asimismo colaboró en la fundación en 1968 del Consorcio del Depósito Franco del Puerto de Cartagena con el fin de facilitar el comercio internacional de mercancías.
Su participación política como miembro de la Asociación Católica de Propagandistas fue destacada y le permitió convertirse en el líder del partido Unión Democrática Murciana, de tendencia democristiana. Este partido se integró en la coalición Unión de Centro Democrático en mayo de 1977. Pérez Crespo participó activamente en el proceso político de la transición en la Región de Murcia y con mayor intensidad en la formación de la comunidad autónoma: formó parte de la comisión permanente del órgano de trabajo para la elaboración del Estatuto de Autonomía y fue nombrado Presidente del Consejo Regional. Como representante de la UCD fue diputado por la provincia de Murcia en las Cortes durante el periodo constituyente lo que le permitió participar en la aprobación de la Constitución y en las elecciones de 1979 fue elegido senador. Al finalizar su mandato se dedicó en mayor medida a su actividad profesional y a la investigación en temáticas relacionadas con la región.
Era cronista oficial de la Región de Murcia desde su creación en 2003 y publicó diferentes investigaciones sobre temas históricos y económicos. Entre sus publicaciones se encuentran: "Las novelas sobre Murcia: 1939-1981" (1981), "El lagartija y su época" (1988), "Usos y costumbres en la aparcería de la provincia de Murcia" (1989) que era un tema que le supuso el premio de San Raimundo de Peñafort, posteriormente publicó "El cantón murciano" (1990), "Diálogo y Consenso" (1993), "Agua seca y amarga" (1995), "Jumilla, entre cantonales y carlistas: la partida Lozano" (1995), "Murcia : la ciudad" (1996), "Mirando al futuro con esperanza" (1997), "En la mano tuviste la cavernera" (1999), "Historia de la prensa periódica en la ciudad de Murcia" (2000), "Reflexiones de un viejo expresidente" (2001), "Un huerto árabe en la Arrixaca" (2002), "El entierro de la sardina y el bando de la huerta en el siglo XIX", "La Virgen de la "FuenSanta", patrona de Murcia (2005), ""La Región", un periódico murciano de la II República" (2005), "Con el tiempo y una caña, hasta las verdes caen" (2005), "Ntra. Sra. de la Arrixaca : entre la leyenda, la tradición y la historia : Ntra. Sra. de los Olmos, Santa María la Real de las Huertas, Santa María del Rosel" (2007), "La gran coalición" (2008) y "Los orígenes y puesta en marcha del trasvase Tajo-Segura: una crónica personal" (2009).
Recibió reconocimiento de diversas instituciones por lo que era Hijo Predilecto de la ciudad de Murcia y disponía de la Encomienda de la Orden del Mérito Civil, de la Orden del Mérito Constitucional y de la Medalla de Oro de la Región de Murcia.
| Predecesor: Ninguno | Presidente del Consejo Regional de Murcia 1978-1979 | Sucesor: Andrés Hernández Ros |